# Pseudocytherura pontica
Pseudocytherura pontica is een mosselkreeftjessoort uit de familie van de Cytheruridae. De wetenschappelijke naam van de soort is voor het eerst geldig gepubliceerd in 1939 door Dubovsky.